# Pfarrhaus (Erpfting)

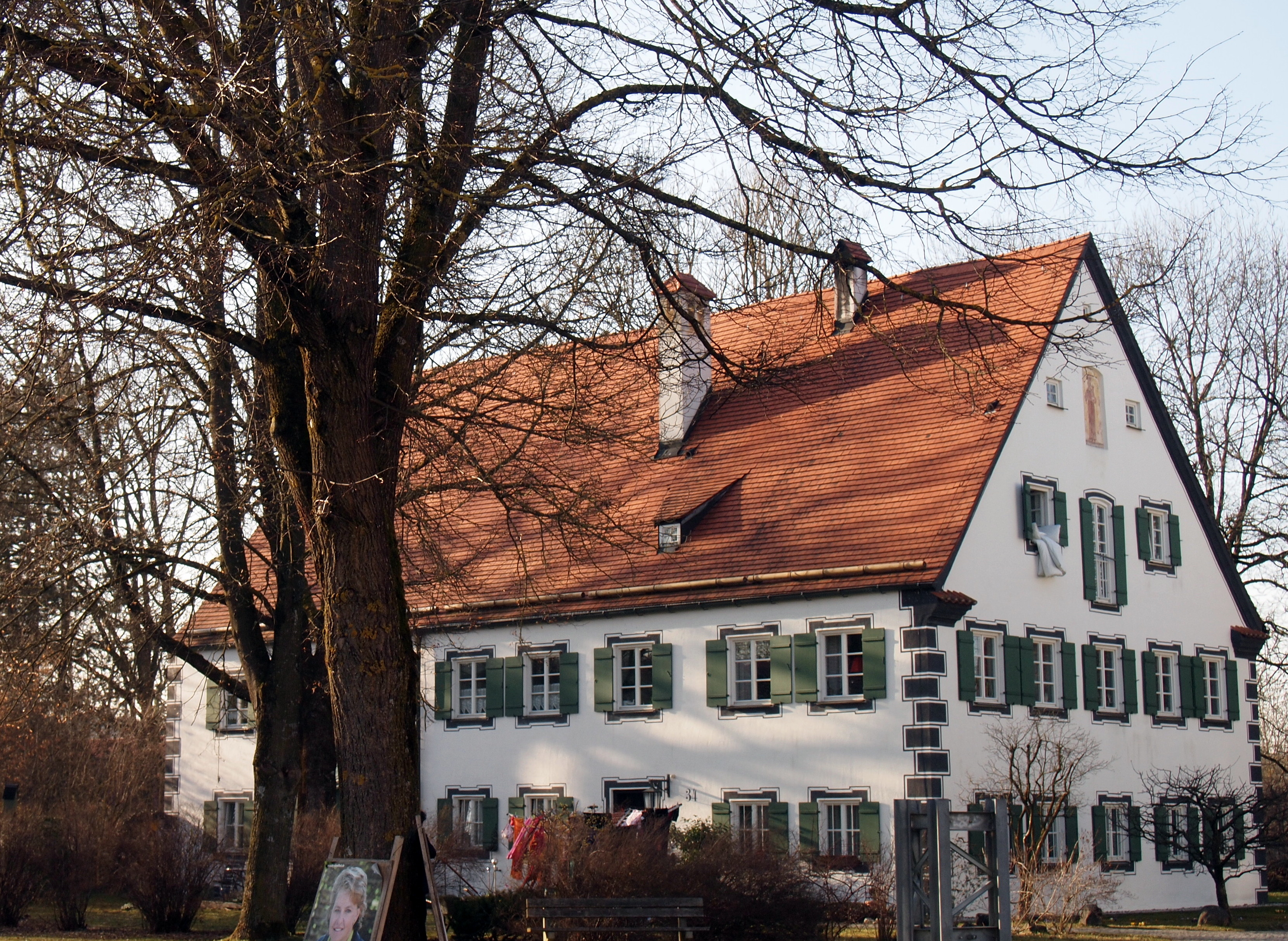
Pfarrhaus in Erpfting

Das Pfarrhaus in Erpfting, einem Stadtteil von Landsberg am Lech  im oberbayerischen Landkreis Landsberg am Lech, wurde 1711 errichtet. Das Pfarrhaus an der Hauptstraße 34, gegenüber der katholischen Pfarrkirche St. Michael, ist ein geschütztes Baudenkmal.

## Geschichte
Der zweigeschossige Satteldachbau mit gemalten Fensterumrahmungen und Eckquaderung wurde durch den Baumeister Michael Natter anstelle eines Vorgängerbaus errichtet. In den 1970er Jahren war der Abbruch des Gebäudes vorgesehen. Aufgrund des neuen Bayerischen Denkmalschutzgesetzes sah die Kirche sich gezwungen, von 1979 bis 1982 eine Instandsetzung vorzunehmen.
Die Sanierung und der Umbau des ehemaligen Wirtschaftsteils, der als Pfarrsaal genutzt wird, erfolgte in den Jahren 1979/80. 
Der Pfarrstadel an der Nordseite wurde bereits 1952 abgebrochen.